# Virginia Rodrigues
Virginia Rodrigues (née à Salvador, au Brésil, le 31 décembre 1964) est une chanteuse brésilienne lyrique.

## Biographie
Née dans une favela de Salvador, Virginia Rodrigues abandonne l'école à 12 ans et devient manucure et cuisinière pour aider sa famille.
Elle commence sa carrière en chantant dans des chorales d'églises catholiques et protestantes. En 1997, elle est invitée par le directeur du théâtre Olodum à chanter dans une pièce sur les inégalités sociales, Pelô Bye Bye. C'est là qu'elle est repérée par Caetano Veloso.
Son premier album Sol Negro, sorti sur le label Rykodisc, produit par Celso Fonseca (en) et arrangé par Eduardo Souto Neto (pt), a été bien accueilli aux États-Unis et en Europe.
Son troisième album, Mares Profundos, sorti en janvier 2004 sur le label allemand Deutsche Grammophon, reprend 11 sambas africaines composées entre 1962 et 1966 par le guitariste Baden Powell et le poète Vinicius de Moraes.
Son quatrième album, Recomeço, sorti en 2008, reprend des poèmes de Chico Buarque.
En 2019, son sixième album, Cada voz é uma mulher, est un hommage aux femmes artistes lusophones. Sara Tavares, Mayra Andrade, Aline Frazão, Lena Bahule et Luedji Luna, entre autres y ont apporté un certain nombre de compositions.
Virginia Rodrigues se produit régulièrement dans des festivals de jazz et de musique du monde, au cours de ses tournées mondiales. On la compare à des artistes telles que Jessye Norman, Cesaria Evora ou Clementina de Jesus.

## Discographie

### Albums
- Sol Negro (1997)
- Nós (2000)
- Mares Profundos (2004)
- Recomeço (2008)
- Mama Kalunga (2015)
- Cada voz é uma mulher (2019)

### Contributions
- Unwired: Latin America (2001, World Music Network (en))